# Marco Coceyo Anicio Fausto Flaviano
Marco Coceyo Anicio Fausto Flaviano  fue un político romano del siglo III.

## Familia
Fausto Flaviano estaba emparentado con los miembros de la gens Anicia del siglo III, aunque por sus nombres era probablemente miembro de la gens Coceya. Tradicionalmente se le ha considerado hijo de Anicio Fausto Paulino y una hija de Sexto Coceyo Vibiano, pero por su nomenclatura también es posible que fuese hijo de un miembro de la gens Coceya y una hija desconocida de Quinto Anicio Fausto, padre de Anicio Fausto Paulino. Fue hermano de Sexto Coceyo Anicio Fausto Paulino.

## Carrera pública
Alcanzó el consulado sufecto en el periodo 250-252 o poco antes  y ejerció la curaturía de Cirta, de la que era patrón, entre los años 251 y 253. Fue quindecimviri sacris faciundis  y patricio.